# Raya và Sakina

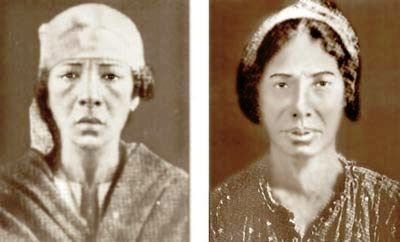
Sakina (trái) and Raya (phải).

Raya và Sakina (tiếng Ả Rập: ريا و سكينة), là là hai chị em ruột, hai kẻ giết người hàng loạt ở Ai Cập, được xem là hai kẻ giết người hàng loạt khét tiếng nhất Ai Cập. Hai chị em cùng chồng của họ và hai người đàn ông khác bắt đầu giết phụ nữ ở khu phố Labban của Alexandria vào đầu những năm 1900. Cảnh sát báo cáo về việc mất tích của phụ nữ. Các chi tiết phổ biến trong các báo cáo bao gồm giới tính của người mất tích (tất cả đều là nữ), các phụ nữ mất tích thường đeo trang sức bằng vàng và mang theo một số tiền lớn.
Vào sáng ngày 11 tháng 12 năm 1920, một người đi đường đã phát hiện ra một xác chết nằm ở ven đường; cơ thể đã bị tổn thương. Ngoài ra còn có một mảnh vải đen và một đôi vớ sọc đen trắng gần cơ thể, tuy nhiên, những món đồ này không giúp ích gì cho việc xác định danh tính tử thi. Trong một sự việc không liên quan, vào khoảng cùng thời điểm tháng 12, một người đàn ông đã trình báo việc ông ta tìm thấy hài cốt của một người bên dưới sàn nhà của mình trong khi đào để sửa đường ống nước.
Raya và Sakina và chồng của họ đã bị xét xử vì tội giết người. Cả bốn người đều bị kết án và bị kết án tử hình vào ngày 16 tháng 5 năm 1921. Raya và Sakina trở thành những người phụ nữ Ai Cập đầu tiên bị nhà nước Ai Cập hiện đại xử tử.

## Tội ác
Sáu tên tội phạm là Raya và chồng là Hasb-Allah, Sakina và chồng là Mohamed Abd El-'Al, ngoài ra còn có hai người đàn ông khác là Orabi Hassan và Abd El-Razik yossef. Từ ngày 20 tháng 12 năm 1919 đến ngày 12 tháng 11 năm 1920, băng đảng Raya và Sakina đã sát hại 17 phụ nữ. Các nạn nhân là gái mại dâm đã từng làm việc trong nhà thổ được quản lý bởi Raya và Sakina. Hầu hết các nạn nhân đều quen biết Raya và Sakina và có mối quan hệ bạn bè với họ trong nhiều năm. Sau khi dụ nạn nhân đến một trong bốn ngôi nhà, họ reo hò mời rượu cho đến khi say. Bốn người đàn ông sau đó sẽ tấn công nạn nhân, khống chế bằng cách: một người giữ mắt cá chân của cô, một người khác ôm lấy ngực cô và người thứ ba ôm chặt đầu cô trong khi người thứ tư làm nghẹt thở bằng cách buộc một miếng vải ướt lên miệng và mũi cho đến khi ngừng thở. Sau đó chúng sẽ cướp đồ trang sức, tiền và quần áo của nạn nhân.
Hai chị em đã bán đồ trang sức bị đánh cắp cho một thợ kim hoàn địa phương Ali Hasan và chia tiền cho sáu tên tội phạm.

## Hiện trường
Bốn ngôi nhà nơi các tội ác đã được thực hiện đều nằm gần Quảng trường Mansheya. Hầu hết các nạn nhân đến từ khu vực này.
Địa chỉ của các ngôi nhà:
- No. 5 Makoris Street gần Labban Bakery.
- No. 38 đường Ali Bay Elkebeer.
- No. 6 El Negah Lane.
- No. 8 El Negah Lane.